# Kungliga Vetenskaps- och Vitterhetssamhället i Göteborg
Kungliga Vetenskaps- och Vitterhetssamhället i Göteborg er et svensk videnskabsakademi.
Fra begyndelsen (1759) et litterært selskab, samlet omkring lektor Johan Rosén i Göteborg, udvidede selskabet efterhånden (1773) sit virkefelt til at omfatte også økonomi, historie og naturvidenskaber og fik i 1778 kongelig sanktion. Samme år begyndtes udgivelsen af selskabets stadig udkommende Handlingar, indeholdende afhandlinger i naturvidenskab, historie, litteratur- og kunsthistorie samt sprogvidenskab, men også digterværker. Selskabet har både svenske og udenlandske medlemmer, de arbejdende medlemmer fordelt på en i 6 klasser delt videnskabsafdeling og en vitterhetsafdeling.